# Federazione pallavolistica del Nepal
La Federazione nepalese di pallavolo (eng. Nepal Volleyball Association, NVA) è un'organizzazione fondata per governare la pratica della pallavolo in Nepal.
Organizza il campionato maschile e femminile, e pone sotto la propria egida la nazionale maschile e femminile.
Ha aderito alla FIVB nel 1980.